# 渡辺めぐみ
渡辺 めぐみ（わたなべ めぐみ、1964年1月24日 - ）は、日本の女優、タレントである。血液型O型。
神奈川県横須賀市出身。日本ライトプロダクションから第一プロダクションを経て太田プロダクションに所属していた。現在は東京都在住。

## 経歴
- 栃木県立小山城南高等学校卒業[2]。高校在学中からモデルとして活動[2]。
- 1982年4月1日、ファーストシングル『ときめきTouch Me』で芸能界デビュー。同年10月には『笑っていいとも!』のレギュラーに抜擢される。共演した松金よね子、KINYAとともに“よめきんトリオ”を結成し『それ行け!サマービーチ』でレコードデビューも果した。
- 渡辺めぐみは本名ではなく芸名である。その芸名はまず「アイドルらしく、ぱっちりした目をしているから」ふさわしいということで「めぐみ」の名が決まり、名字は難しいものやよくあるものなどめぐみに合う名字を色々考えた中で、当時の所属レコード会社だったSMSレコード社長の渡辺晋からその名字をもらったところ、ぴったり合うと判断されて決定した[3]。
- 2007年11月に、元モデルで、現在は実業家の星野芳徳と結婚した。渡辺の方が12歳年上である。
- 2013年5月24日、TBSテレビ『爆報! THE フライデー』に出演。26年ぶりにKINYAと再会した。また、近年は、ハワイ発のヘアケア製品の日本総輸入販売を担う『株式会社MY STAR（メグ&ホッシー）』を興している旨を明らかにした。
- 2015年、出演が予定されていた川島なお美が体調不良のため降板したミュージカル『クリスマス・キャロル』（11月8日 - 12月27日、劇団スイセイ・ミュージカル）で、川島の代役を務めた[4]。川島は、渡辺の代役起用が発表された9月23日の翌日24日に胆管癌のため死去した[5]。
- 2019年より表参道にあるイタリアンレストラン「La CHIARA」のオーナーを務めている[6][7]。

## エピソード
- 49歳の時、へそにピアスを開けた[8]。
- 50代に入ってからは、ボディビルに力を入れており、多数のコンテストに出場している。

## 出演

### バラエティ番組
- 森田一義アワー 笑っていいとも!（1982年10月 - 1984年9月、フジテレビ） ※木曜日担当
- オレたちひょうきん族（1982年頃 - 1985年頃、フジテレビ）
- 美味しんぼ倶楽部（1986年3月 - 1989年3月、フジテレビ）
- 噂のTV通信社･うぉんてっど（1992年、ABCテレビ）
- ひらけ!GOMA王国（1995年 - 1996年、関西テレビ放送）
- 冒険スタジアム（1995年 - 1997年、NHK総合）不定期特番
- 峰竜太のホンの昼メシ前（1996年 - 2001年、日本テレビ）
- 一枚の写真（フジテレビ）

### テレビドラマ
- さよなら三角（1983年、フジテレビ） - 風見麗子 役
- お前の声がききたい（1983年、TBS）
- ふたりの恋人（1984年、TBS）
- 特捜最前線 第434話「悪女からのプレゼント!」（1985年、テレビ朝日）
- 年の差カップル刑事（1998年、フジテレビ） - 染谷美紅 役
- 最後のデート（1999年、TBS）
- ママの遺伝子 第9話「お受験狂想曲、本番始まる!」（2002年、TBS）
- Mahora☆ -まほらのほし-（2005年、関西テレビ制作） - びおらの母・君子
- ティッシュ。（2007年、テレビ朝日）
- 鍵のかかった部屋 第8話「犬のみぞ知る」（2012年、フジテレビ） - 中田文恵 役など

### ラジオ
- 鬼さん・めぐみのナウナウ歌謡曲（1982年 - （卒業時期不詳）、TBSラジオ）

### 舞台
- 花いろの家（1996年、三越劇場）
- Infinite「イケメン金融工学」（2012年7月25日 - 29日、SPACE107）
- 劇団スイセイ・ミュージカル「クリスマス・キャロル」（2015年） - イザベラ イライザ イボンヌ 役[4]

### インターネット
- みんなの願いを叶えたい!火曜日（2009年） - ゲスト
- じゅん!じゅん!めぐみ!のアキバ♥大好き（2010年10月7日 - 、あっ!とおどろく放送局)

### CM
- 資生堂 バーミーウインド（1982年）
- 日清サラダ油 BeCan（1989年）
- 三菱自動車工業デリカD:5（2007年5月） - 共演：池田正樹、松野莉奈、加藤弘之

### ミュージックビデオ
- What's Love?「恋の味」 - サヨコ 役[9]

## ディスコグラフィー

### シングル
| 発売日           | 規格  | 規格品番   | 面 | タイトル                                   | 作詞                                     | 作曲                        | 編曲       |
| ---------------- | ----- | ---------- | -- | ------------------------------------------ | ---------------------------------------- | --------------------------- | ---------- |
| SMS Records      |       |            |    |                                            |                                          |                             |            |
| 1982年4月1日     | EP    | SM07-215   | A  | ときめきTouch Me                           | 竜真知子                                 | 小杉保夫                    | 馬飼野康二 |
| 1982年4月1日     | EP    | SM07-215   | B  | 突然センセーション                         | 竜真知子                                 | 小杉保夫                    | 馬飼野康二 |
| 1982年7月21日    | EP    | SM07-224   | A  | 誘われて南南西                             | 伊達歩                                   | 小杉保夫                    | 若杉恵     |
| 1982年7月21日    | EP    | SM07-224   | B  | Septemberラブ・ソング                      | 竜真知子                                 | 小杉保夫                    | 後藤次利   |
| 1983年3月5日     | EP    | SM07-229   | A  | スターダストで I Love You                  | 伊達歩                                   | 小杉保夫                    | 馬飼野康二 |
| 1983年3月5日     | EP    | SM07-229   | B  | 土曜日はせつな愛                           | 喜多条忠                                 | 小杉保夫                    | 馬飼野康二 |
| 1984年           | EP    | SM07-247   | A  | ホット・ナイト                             | Diane Warren And The Doctor 訳：麻生圭子 | Diane Warren And The Doctor | 中島正雄   |
| 1984年           | EP    | SM07-247   | B  | ゴースト・バスターズ                       | Ray Parker Jr. 訳：麻生圭子              | Ray Parker Jr.              | 中島正雄   |
| ビクターレコード |       |            |    |                                            |                                          |                             |            |
| 1986年5月21日    | EP    | SV-9125    | A  | Friday                                     | 所ジョージ                               | 所ジョージ                  | 矢野立美   |
| 1986年5月21日    | EP    | SV-9125    | B  | 今すぐここに来てほしい                     | 所ジョージ                               | 所ジョージ                  | 矢野立美   |
| 1987年3月21日    | EP    | SV-9221    | A  | 霧の中の二人（AS THE YEARS GO BY）         | P.Senecal 訳：篠原仁志                   | P.Senecal                   | 馬飼野康二 |
| 1987年3月21日    | EP    | SV-9221    | B  | 悲しき鉄道員（NEVER MARRY A RAILROAD MAN） | R.V. Leeuwen 訳：篠原仁志                | R.V. Leeuwen                | 馬飼野康二 |
| 1988年6月21日    | EP    | SV-9357    | A  | LAST NUMBER                                | 所ジョージ                               | 所ジョージ                  | 馬飼野康二 |
| 1988年6月21日    | 8cmCD | VDR-1038   | B  | 赤いルージュ                               | 所ジョージ                               | 所ジョージ                  | 馬飼野康二 |
| 1990年7月21日    | 8cmCD | VODL-10044 | A  | 恋の奴隷                                   | なかにし礼                               | 鈴木邦彦                    | 鈴木邦彦   |
| 1990年7月21日    | 8cmCD | VODL-10044 | B  | 恋のハレルヤ                               | なかにし礼                               | 鈴木邦彦                    | 鈴木邦彦   |

### アルバム
| 発売日        | レーベル    | 規格 | 規格品番  | アルバム |
| ------------- | ----------- | ---- | --------- | --- |
| 1982年9月1日  | SMS Records | LP   | SM28-5094 | ヒロイン／Heroine A面 1. スターダストでI Love You 2. ときめきTouch Me 3. 花占い 4. 突然センセーション 5. 純心らぷそでぃー B面 1. 蒼いソネット（ナレーション） 2. 誘われて南南西（アルバム・ヴァージョン） 3. 土曜日はせつな愛 4. Septemberラブ・ソング 5. くちづけを知らないティーン・エイジ 6. AGAIN                                                                                               |
| 2008年5月21日 | VIVID SOUND | CD   | VSCD-3756 | ヒロイン・アンド・シングルズ 1. スターダストでI Love You 2. ときめきTouch Me 3. 花占い 4. 突然センセーション 5. 純心らぷそでぃー 6. 蒼いソネット（ナレーション） 7. 誘われて南南西（アルバム・ヴァージョン） 8. 土曜日はせつな愛 9. Septemberラブ・ソング 10. くちづけを知らないティーン・エイジ 11. AGAIN 12. 誘われて南南西（シングル・ヴァージョン） 13. ホット・ナイト 14. ゴースト・バスターズ |